# Ali el-Atassi
 (septembre 2019).
Si vous disposez d'ouvrages ou d'articles de référence ou si vous connaissez des sites web de qualité traitant du thème abordé ici, merci de compléter l'article en donnant les références utiles à sa vérifiabilité et en les liant à la section « Notes et références ».
Mohammed Ali al-Atassi, né en 1967, est un journaliste, militant des droits humains et réalisateur de documentaires syrien.

## Biographie
Ali al-Atassi est né en 1967 à Damas, en Syrie. Il est le fils de l'ancien président syrien Noureddine al-Atassi. Atassi a obtenu un diplôme d'ingénieur civil de l'Université de Damas en 1992 et un DEA d'histoire de la Sorbonne Paris 4 en 1996. Après avoir terminé ses études en France, il retourne en Syrie en 1999. 
Après avoir travaillé comme assistant de recherche à la Sorbonne, il commence à écrire pour des journaux arabes et internationaux sur des sujets politiques et culturels, en particulier pour le supplément culturel hebdomadaire Mulhaq du quotidien libanais al-Nahar.
Depuis 2001, il a réalisé quatre longs métrages documentaires et produit plusieurs courts métrages et films documentaires. Ses films ont été projetés dans des festivals du monde entier et ont remporté des prix internationaux. Il est le fondateur de Bidayyat for Audio-Visual Arts (2012-2020).
En 2001, Atassi a réalisé son premier film documentaire Ibn El-Am (Cousin) sur le dissident syrien Riad al-Turk et sur l’expérience de Turk en tant que prisonnier politique pendant 18 ans. En 2012, il réalise un deuxième film sur Turk, « Ibn Al Am Online», dans lequel il explore la position de Turk sur la révolution syrienne. Son documentaire de 2010 En attendant Abu Zaid dresse le portrait de l'intellectuel égyptien Nasr Hamid Abu Zaid, pionnier des idées réformistes sur l'islam. Son dernier film Notre terrible pays (Our Terrible Country) parle de la révolution syrienne transformée en guerre, de l'écrivain Yassin al-Haj Saleh et de son voyage en exil. Il a remporté le Grand Prix du FID Marseille en 2014.

## Filmographie
- Ibn al-am / Cousin, 2001[5]
- En attendant Abu Zaid, 2010
- Ibn Al Am Online, 2012
- Notre terrible pays / Our terrible country, 2014[4]